# Phronia duboides
Phronia duboides är en tvåvingeart som beskrevs av Loïc Matile 1969. Phronia duboides ingår i släktet Phronia och familjen svampmyggor. Inga underarter finns listade i Catalogue of Life.